# Liste des chapitres de Rinne
Cet article est un complément de l’article sur le manga Rinne. Il contient la liste des volumes du manga parus en presse à partir du tome 1, avec les chapitres qu’ils contiennent.

## Liste des volumes

### Tomes 1 à 10
| no | Japonais          | Japonais          | Français          | Français          |
| no | Date de sortie    | ISBN              | Date de sortie    | ISBN              |
| --- | ----------------- | ----------------- | ----------------- | ----------------- |
| 1 | 16 octobre 2009   | 978-4-09-121773-8 | 24 juin 2010      | 978-2-84965-853-6 |
| Liste des chapitres : - Chapitre 1 : Un mystérieux camarade de classe (謎のクラスメート, Nazo no Kurasumēto) - Chapitre 2 : La légende de l'autel (百葉箱の伝説, Hyakuyōbaku no Densetsu) - Chapitre 3 : Derrière le gymnase à 16h (体育館裏4時, Taiikukan Ura Yo-ji) - Chapitre 4 : Une femme rencontrée quelque part (どこかで会った女, Doko ka de Atta On'na) - Chapitre 5 : Ma-de-moi-selle ! (お・ね・え・さ・ん, O Ne E Sa N) - Chapitre 6 : Le monstre du bâtiment des clubs (クラブ棟の怪, Kurabutō no Kai) - Chapitre 7 : Le chat noir sous contrat (契約黒猫, Keiyaku Kuroneko) - Chapitre 8 : La peur de dormir (眠るのがこわい, Nemuru no ga Kowai) |                   |                   |                   |                   |
| 2 | 16 octobre 2009   | 978-4-09-121774-5 | 24 juin 2010      | 978-2-84965-854-3 |
| Liste des chapitres : - Chapitre 9 : La coupe de l'union (固めの盃, Katame no Sakazuki) - Chapitre 10 : Retrouvailles (再会, Saikai) - Chapitre 11 : La sirène de la piscine (プールの歌姫, Pūru no Utahime) - Chapitre 12 : La chose perdue (無くしたもの, Nakushita Mono) - Chapitre 13 : La malédiction (祟, Tatari) - Chapitre 14 : Duel au clapier (ウサギ小屋の対決, Usagi Koya no Taiketsu) - Chapitre 15 : L'âme sans retour (戻れない生霊, Modorenai Ikiryō) - Chapitre 16 : Bienvenue en enfer ! (ようこそ地獄へ!, Yōkoso Jigoku e!) - Chapitre 17 : L'enfer des dettes (借金地獄, Shakkin Jigoku) - Chapitre 18 : Les milles tornades (千の風気流, Sen no Kaze Kiryū) |                   |                   |                   |                   |
| 3 | 18 mars 2010      | 978-4-09-122195-7 | 16 septembre 2010 | 978-2-84965-946-5 |
| Liste des chapitres : - Chapitre 19 : Le nouveau (転校生, Tenkōsei) - Chapitre 20 : Soyons déjà amis (友だちからで良ければ, Tomodachi kara de Yokereba) - Chapitre 21 : Un agréable rencard (楽しいデート, Tanoshii Dēto) - Chapitre 22 : 100 000 yens (10万円, Jūman-en) - Chapitre 23 : Le prix de la force (力の代償, Chikara no Daishō) - Chapitre 24 : La faux du shinigami (死神のカマ, Shinigami no Kama) - Chapitre 25 : La citrouille tentatrice (カボチャ頭の誘惑, Kabocha Kaburi no Yūwaku) - Chapitre 26 : L'antre du Damashigami (だまし神の館, Damashigami no Kan) - Chapitre 27 : Dessine-moi ! (私を描いて, Watashi o Kaite) - Chapitre 28 : Noir et blanc (黒と白, Kuro to Shiro)                                                                                                  |                   |                   |                   |                   |
| 4 | 18 juin 2010      | 978-4-09-122335-7 | 2 décembre 2010   | 978-2-84965-994-6 |
| Liste des chapitres : - Chapitre 29 : Le découvert (マイナス, Mainasu) - Chapitre 30 : Le patron (社長, Shachō) - Chapitre 31 : La Damashigami Company (堕魔死神カンパニー, Damashigami Kanpanī) - Chapitre 32 : La cérémonie de prise de fonction (就任式, Shūnin Shiki) - Chapitre 33 : La roue de feu vampirique (吸血火車, Kyūketsukasha) - Chapitre 34 : Empreintes (手形, Tegata) - Chapitre 35 : Si tu n'as rien contre... (イヤじゃないのか, Iya Janai no ka) - Chapitre 36 : Ageha le shinigami (死神鳳, Shinigami Ageha) - Chapitre 37 : La grande sœur disparue (姉の行方, Ane no Yukue) - Chapitre 38 : Test pour une fiancée (花嫁審査, Hanayome Shinsa) |                   |                   |                   |                   |
| 5 | 17 septembre 2010 | 978-4-09-122526-9 | 17 mars 2011      | 978-2-82030-016-4 |
| Liste des chapitres : - Chapitre 39 : La belle secrétaire tombe le masque ! (美人秘書の正体, Bijin Hisho no Shōtai) - Chapitre 40 : La petite fille gâtée (お嬢様, Ojō-sama) - Chapitre 41 : Des remerciements insistants (あくまでお礼, Akumade Orei) - Chapitre 42 : Le roi mangeur d'âmes (魂食王, Konshoku Ō) - Chapitre 43 : La bibliothèque scellée (開かずの本棚, Akazuno Hondana) - Chapitre 44 : La rose et la sauce soja (薔薇と醤油, Shōbi to Shōyu) - Chapitre 45 : Le champion maudit (呪われたエース, Norowareta Ēsu) - Chapitre 46 : Je ne veux pas que ça se sache (知らせたくない, Shirasetakunai) - Chapitre 47 : Le cyprès hanté (おばけ杉, Obake Sugi) - Chapitre 48 : Souvenirs de Yo-Yo (ヨーヨーの思い出, Yō-yō no Omoide)                                                   |                   |                   |                   |                   |
| 6 | 17 décembre 2010  | 978-4-09-122699-0 | 23 juin 2011      | 978-2-82030-140-6 |
| Liste des chapitres : - Chapitre 49 : La malédiction de la gemme (聖石の呪い, Pawā Sutōn no Noroi) - Chapitre 50 : Défaites en séries (負の連鎖, Fu no Rensa) - Chapitre 51 : Les esprits (精霊, Seirei) - Chapitre 52 : Le fantôme au même visage (同じ顔の幽霊, Onaji Kao no Yūrei) - Chapitre 53 : Une chanson d'amour (愛の歌, Ai no Uta) - Chapitre 54 : Le scribe de la mort (愛の歌, Shirushigami) - Chapitre 55 : La saisie (差し押さえ, Sashiosae) - Chapitre 56 : Capital de départ (資本金, Shihonkin) - Chapitre 57 : Dans la boîte (箱の中, Hako no Naka) - Chapitre 58 : L'anneau du jugement (裁きの輪, Sabaki no Wa) |                   |                   |                   |                   |
| 7 | 18 mars 2011      | 978-4-09-122798-0 | 27 octobre 2011   | 978-2-82030-205-2 |
| Liste des chapitres : - Chapitre 59 : Le mystère de la fête foraine (夏祭りの怪, Natsumatsuri no Kai) - Chapitre 60 : Les souvenirs du nounours (クマちゃんの思い出, Kuma-chan no Omoide) - Chapitre 61 : Bienvenue au Nirvana ! (涅槃家へようこそ!, Nehan-e e Yōkoso!) - Chapitre 62 : La borne de la route des esprits (霊道石, Reidōseki) - Chapitre 63 : Les voix de l'autel (祠の声, Hokora no Koe) - Chapitre 64 : La meute des chats fantômes (化け猫, Bakeneko) - Chapitre 65 : La maison sans esprits (霊の来ない家, Rei no Konai Ie) - Chapitre 66 : Date limite dépassée (期限切れ, Kigengire) - Chapitre 67 : Mystère au club de jardinage (園芸部の異変, Engeibu no Ihen) - Chapitre 68 : Malédiction, mode d'emploi (呪いの方法, Noroi no Hōhō)                                       |                   |                   |                   |                   |
| 8 | 15 juillet 2011   | 978-4-09-123205-2 | 7 mars 2012       | 978-2-82030-317-2 |
| Liste des chapitres : - Chapitre 69 : Exercices pratiques chez l'habitant (ホームステイ実習, Hōmusutei Jisshū) - Chapitre 70 : L'histoire de la femme-crocodile (ワニ女の事情, Wani-onna no Jijō) - Chapitre 71 : Souvenirs d'un tout-petit (チビの思い出, Chibi no Omoide) - Chapitre 72 : Présentation d'un mauvais esprits (悪霊紹介, Akuryō Shōkai) - Chapitre 73 : Les responsabilités d'un tuteur (監督責任, Kantoku Sekinin) - Chapitre 74 : Cinq esprits à guider (5名様ご案内, Go-mei-sama Goannai) - Chapitre 75 : Le Friendly Square (フレンドリースクエア, Furendorī Sukuea) - Chapitre 76 : Le plan de travail maudit (呪われた調理台, Norowareta Chōridai) - Chapitre 77 : L'écharpe étrangleuse (首しめマフラー, Kubishime Mafurā) - Chapitre 78 : Le cadeau (プレゼント, Purezento) |                   |                   |                   |                   |
| 9 | 18 octobre 2011   | 978-4-09-123339-4 | 18 juillet 2012   | 978-2-82030-446-9 |
| Liste des chapitres : - Chapitre 79 : L'élève de Terminale endormi (眠れ受験生, Nemure Jukensei) - Chapitre 80 : Rendez-vous à la patinoire (リンクで待ってる, Rinku de Matteru) - Chapitre 81 : Supplément de gonflage (補足注入, Hosoku Chnūyū) - Chapitre 82 : Le coffret à lettres (文箱の中, Fumibako no Naka) - Chapitre 83 : Le secret des chiffres (数字の秘密, Sūji no Himitsu) - Chapitre 84 : Bienvenue au "Râmenlâme" (ラーメンかえ魂, Rāmen Kaedama) - Chapitre 85 : Mise à exécution du plan (目標の達成, Mejirushi no Tassei) - Chapitre 86 : Les regrets de la perruque (カツラの無念, Katsura no Munen) - Chapitre 87 : La vengeance d'Oboro (朧の復讐, Oboro no Fukushū) - Chapitre 88 : Le contrat et la mangouste (契約書とマングース, Keiyakusho to Mangūsu)                   |                   |                   |                   |                   |
| 10 | 18 novembre 2011  | 978-4-09-123450-6 | 19 décembre 2012  | 978-2-82030-565-7 |
| Liste des chapitres : - Chapitre 89 : Une vie de chat noir (黒猫生命, Kuroneko Seimei) - Chapitre 90 : Partenaires (パートナー, Pātonā) - Chapitre 91 : L'arrêt de bus fantôme (消えた停留場, Kieta Teiryūjo) - Chapitre 92 : Le fantôme à l'appareil photo numérique (デジカメ幽霊, Dejikame Yūrei) - Chapitre 93 : Un message caché (メッセージ, Messēji) - Chapitre 94 : La cotisation disparue (消えた会費, Kieta Kaihi) - Chapitre 95 : Le prix de la fierté (プライドの値段, Puraido no Nedan) - Chapitre 96 : Le manteau des rêves (夢のコート, Yume no Kōto) - Chapitre 97 : Le tabou des shinigami (死神界のタブー, Shinigamikai no Tabū) - Chapitre 98 : Le poltergeist (ポルターガイスト, Porutāgaisuto)                                                                                 |                   |                   |                   |                   |

### Tomes 11 à 20
| no | Japonais          | Japonais          | Français          | Français          |
| no | Date de sortie    | ISBN              | Date de sortie    | ISBN              |
| --- | ----------------- | ----------------- | ----------------- | ----------------- |
| 11 | 17 février 2012   | 978-4-09-123540-4 | 18 avril 2013     | 978-2-82030-647-0 |
| Liste des chapitres : - Chapitre 99 : Le bonbon aveugle (見えないキャンディー, Mienai Kyandi) - Chapitre 100 : Une seule cible : Sakura (ターゲットは桜, Tāgetto wa Sakura) - Chapitre 101 : Rinne, es-tu là ? (りんねはどこに?, Rinne wa Doko ni?) - Chapitre 102 : Un chiot sous la pluie (雨の中の子犬, Ame no Naka no Koinu) - Chapitre 103 : Le papillon de la pauvreté (貧乏蛾, Binbō Ga) - Chapitre 104 : Un chat jaloux comme un pou (妬み猫, Netami Neko) - Chapitre 105 : L'attraction hantée à moitié prix (お化け屋敷半額!!, Obakeyashiki Hangaku!!) - Chapitre 106 : C'est pas un rencard j'vous dis ! (デートではない!, Dēto de wa Nai!) - Chapitre 107 : Alerte à la canicule ! (アツアツ, Atsuatsu) - Chapitre 108 : La pastèque vagabonde (さまようスイカ, Samayou Suika)                                        |                   |                   |                   |                   |
| 12 | 18 mai 2012       | 978-4-09-123657-9 | 18 décembre 2013  | 978-2-82030-738-5 |
| Liste des chapitres : - Chapitre 109 : Un évènement marquant (注目のイベント, Chūmoku no Ibento) - Chapitre 110 : Le test de niveau des chats noirs (黒猫段位テスト, Kuroneko Dan'i Tesuto) - Chapitre 111 : La bataille de l'arbre à chat (猫タワーの戦い, Neko Tawā no Tatakai) - Chapitre 112 : Aidons-nous les uns les autres ! (協力しよう!, Kyōryoku Shiyō!) - Chapitre 113 : Battle Royal - Chapitre 114 : Trop d'adversaires à abattre (多勢に無勢, Tazei ni Buzei) - Chapitre 115 : La poupée vaudou (呪いのワラ人形, Noroi no Wara Ningyo) - Chapitre 116 : Parlons franchement (ちゃんと話そう, Chanto Hanasō) - Chapitre 117 : La pierre errante (さまよえるパワーストーン, Samayoeru Pawā Sutōn) - Chapitre 118 : Les rides du champignon des pins (松茸の波紋, Matsutake no Hamon)                                  |                   |                   |                   |                   |
| 13 | 18 juillet 2012   | 978-4-09-123777-4 | 16 avril 2014     | 978-2-82031-573-1 |
| Liste des chapitres : - Chapitre 119 : Prête-moi de l'argent ♥ ! (お金♥貸して, Okane ♥ Kashite) - Chapitre 120 : Pour votre faux, allez chez Mikazuki ! (三日月堂の姉弟, Mikazuki-dō no Kyōdai) - Chapitre 121 : Les fours de ma vie (我が半生, Waga Hansei) - Chapitre 122 : Un pot de cire ? (ワックスどうどす, Wakkusu Dōdosō) - Chapitre 123 : Accusé (濡れ衣, Nureginu) - Chapitre 124 : Le drame du M (Mの悲劇, M no Higeki) - Chapitre 125 : Fantôme sucré (スイーツ霊, Suittsu Rei) - Chapitre 126 : Le testeur trop gourmand (旨味たっぷりモニター, Umami Tappuri Monitā) - Chapitre 127 : Le réveillon de Noël (クリスマスの条件, Kurisumasu no Jōken) - Chapitre 128 : L'ex-Voto vierge (白紙絵馬, Hakushi Ema) |                   |                   |                   |                   |
| 14 | 18 octobre 2012   | 978-4-09-123896-2 | 6 août 2014       | 978-2-82031-805-3 |
| Liste des chapitres : - Chapitre 129 : Le monstre de la côte de la mort (砕け坂の怪, Kudake Ban no Kai) - Chapitre 130 : L'héritage du patriarche (長老の遺産, Chōrō no Isan) - Chapitre 131 : La chasse aux démons (鬼と節分, Oni no Setsubun) - Chapitre 132 : La malédiction centenaire (百年後の祟り, Hyakunen Nochi no Tatari) - Chapitre 133 : La chasse au renard (狐おとし, Kitsune Otoshi) - Chapitre 134 : Une étrange nouvelle élève (謎の転校生, Nazo no Tenkōsei) - Chapitre 135 : La vérité sur Renge (れんげの正体, Renge no Shōtai) - Chapitre 136 : La centième âme (百個めの魂, Hyaku Kome no Kon) - Chapitre 137 : Visons le top (トップを目指す, Toppu o Mezasu) - Chapitre 138 : Salutations après emménagement (引っ越しのご挨拶, Hikkoshi Goaisatsu)                                                       |                   |                   |                   |                   |
| 15 | 18 janvier 2013   | 978-4-09-124170-2 | 14 janvier 2015   | 978-2-82031-878-7 |
| Liste des chapitres : - Chapitre 139 : Les straps amulettes (お守りストラップ, Omamori Sutorappu) - Chapitre 140 : Une déferlante de mauvais esprits (悪霊殺到, Akuryō Sattō) - Chapitre 141 : La princesse murmure (囁姫, Sasameki-hime) - Chapitre 142 : Le set de rupture (破局セット, Hakyoku Setto) - Chapitre 143 : Un faux couple (偽りのカップル, Itsuwari no Kapuru) - Chapitre 144 : Le dieu coupeur de liens (縁切り神, Enkiri Kami) - Chapitre 145 : Un poids sur les épaules (肩が重い, Kata ga Omoi) - Chapitre 146 : Poursuite et retrouvailles (追跡と再会, Tsuiseki to Saikai) - Chapitre 147 : Soupçons (疑惑, Giwaku) - Chapitre 148 : Comme à l'époque (戻る当時の, Modoru tōji no) |                   |                   |                   |                   |
| 16 | 18 avril 2013     | 978-4-09-124286-0 | 13 mai 2015       | 978-2-82032-714-7 |
| Liste des chapitres : - Chapitre 149 : La crème réparatrice (リカバリークリーム, Rikabarī Kurīmu) - Chapitre 150 : Un parapluie pour deux (夢の相合い傘, Yume no Aiaigasa) - Chapitre 151 : La première réunion syndicale (第一回組合大会, Daiichikai Kumiai Taikai) - Chapitre 152 : Le bras droit d'emprunt (右腕貸します, Migiude Kashimasu) - Chapitre 153 : Les fuyards (逃げる人, Nigeru Hito) - Chapitre 154 : La rivière au trésor (宝の川, Takara no Kawa) - Chapitre 155 : Le collier promis (約束の首飾り, Yakusoku no Kubikazari) - Chapitre 156 : La piste du collier (首飾りの行方, Kubikazaei no Yukue) - Chapitre 157 : Une pièce pour une enquête (ワンコイン調査, Wan koin chōsa) - Chapitre 158 : Le démon du camping (キャンプ場の悪魔, Kyanpujou no Akuma)                                                   |                   |                   |                   |                   |
| 17 | 18 juin 2013      | 978-4-09-124322-5 | 16 septembre 2015 | 978-2-82032-183-1 |
| Liste des chapitres : - Chapitre 159 : Un amour de sept jours (七日間の恋, Nanoka aida no Koi) - Chapitre 160 : Une haine infinie (怨み無限大, Urami Mugendai) - Chapitre 161 : Des mains dans le tatami (畳の手, Tatami no Te) - Chapitre 162 : La tirelire maudite (呪金箱, Jukinbako) - Chapitre 163 : A ouvrir dans 7 jours (七日たったら明けること, Nanoka tatara Akeru Koto) - Chapitre 164 : Le couloir 4 maudit (魔の４コース, Ma no 4 Koosu) - Chapitre 165 : Prière à la lune (月に願いを, Tsuki ni Negai wo) - Chapitre 166 : Le mystérieux Komaïnu (謎の狛犬, Nazo no Komainu) - Chapitre 167 : Entrée en scène de la jeune fille (ご本人登場！, Go hon'nin Tōjō!) - Chapitre 168 : Le souhait du corps astral (生霊の願い, Ikiryo no Negai)                                                                          |                   |                   |                   |                   |
| 18 | 18 septembre 2013 | 978-4-09-124382-9 | 13 janvier 2016   | 978-2-82032-285-2 |
| Liste des chapitres : - Chapitre 169 : La chasse aux champignons de la fortune (一獲千金キノコ狩り, Ikkakusenkin kinoko kari) - Chapitre 170 : Une longue histoire (長い話, Nagai hanashi) - Chapitre 171 : La marmite et l'intendant (鍋と奉行, Nabe to Bugyō) - Chapitre 172 : Manekin et Manto (マネ子とコト美, Maneko to Kotomi) - Chapitre 173 : Le bonus spécial (特別ボーナス, Tokubetsu bōnasu) - Chapitre 174 : Je ne veux pas que ça se sache (知られたくない, Shiraretakunai) - Chapitre 175 : Plongée dans les souvenirs (思い出発掘, Omoide Hakkutsu) - Chapitre 176 : Kuroboshi troisième du nom (黒星三世, Kuroboshi sansei) - Chapitre 177 : Surprise sur la piste de ski (ゲレンデのサプライズ, Gerennde no Sapuraizu) - Chapitre 178 : Le coffre infernal (地獄の金庫, Jigoku no Kinko)                         |                   |                   |                   |                   |
| ī |                   |                   |                   |                   |
| 19 | 18 décembre 2013  | 978-4-09-124512-0 | 24 août 2016      | 978-2-82032-495-5 |
| Liste des chapitres : - Chapitre 179 : La fête des chatons noirs (黒猫こども会, Kuroneko Kodomo Kai) - Chapitre 180 : Maudite Saint-Valentin (呪われたバレンタイン, Norowareta Barentain) - Chapitre 181 : Démon de type A et shinigami de type B (悪魔A型死神B型, Akuma A gata Shinigami B gata) - Chapitre 182 : Qui es-tu ? (だれ！？, Dare!?) - Chapitre 183 : La cire de la fortune (金運ワックス, Kinun Wakkusu) - Chapitre 184 : A la cérémonie de fin d'étude (卒業式で, Sotsugyōshiki de) - Chapitre 185 : Mise en gage forcée (強制質入れ, Kyosei Shichiire) - Chapitre 186 : Une leçon explosive (恐怖の野外実習, Kyōfu no Yagai Jisshū) - Chapitre 187 : La perte d'oubli (忘れ玉, Wasure Dama) - Chapitre 188 : Un ras-du-cou adorable (ファンシーなチョーカー, Fansh na Chōkā)                                      |                   |                   |                   |                   |
| 20 | 18 mars 2014      | 978-4-09-124549-6 | 18 janvier 2017   | 978-2-82032-791-8 |
| Liste des chapitres : - Chapitre 189 : Grand nettoyage de la roue des réincarnations (輪廻の輪一斎清掃, Rinne no wa Issei Seisō) - Chapitre 190 : Le restaurant sans client (客が来ない店, Kyaku ga Konai Mise) - Chapitre 191 : Avec ta petite amie (彼女の連れて, Kanojo no Tsurete) - Chapitre 192 : Ce n'est que pour l'argent ! (金なんだ, Kane nan da) - Chapitre 193 : Le regrettes-tu ? (惜しいのか, Oshī no ka) - Chapitre 194 : Les sentiments de Sakura (桜の機嫌, Sakura no Kigen) - Chapitre 195 : Nous ne sommes pas ensemble (つきあってません, Tsukiattemasen) - Chapitre 196 : Les légendaires cendres sacrées (伝説の聖灰, Densetsu no Seihai) - Chapitre 197 : Dans le mur... (壁の中から。。。, Kabe no naka kara...) - Chapitre 198 : Tomates cerises à volonté (プチトマト食べ放題, Puchi Tomato Tabehōdai) |                   |                   |                   |                   |

### Tomes 21 à 30
| no | Japonais          | Japonais          | Français         | Français          |
| no | Date de sortie    | ISBN              | Date de sortie   | ISBN              |
| --- | ----------------- | ----------------- | ---------------- | ----------------- |
| 21 | 16 mai 2014       | 978-4-09-124630-1 | 5 avril 2017     | 978-2-82032-828-1 |
| Liste des chapitres : - Chapitre 199 : La chose dans le tunnel - Chapitre 200 : Le mauvais esprit de la résidence secondaire - Chapitre 201 : Collecte d'âme d'insectes - Chapitre 202 : Aubergine et romance - Chapitre 203 : La nouille rouge - Chapitre 204 : La dame du centre commercial - Chapitre 205 : L'héritière de la sorcière - Chapitre 206 : La première épreuve - Chapitre 207 : Le mystère du champ de fleurs - Chapitre 208 : Poursuivie par un bruit                      |                   |                   |                  |                   |
| 22 | 18 août 2014      | 978-4-09-125077-3 | 22 novembre 2017 | 978-2-82033-115-1 |
| Liste des chapitres : - Chapitre 209 : Une abominable prédiction - Chapitre 210 : Un dénouement tragique - Chapitre 211 : La faux argentée - Chapitre 212 : Phénomènes bizarres à la maison des jeunes - Chapitre 213 : Rinne suspecté - Chapitre 214 : Le pavé noir - Chapitre 215 : Rien à l'intérieur - Chapitre 216 : Entraînement à la capture du démon des rêves - Chapitre 217 : Un monde de rêves - Chapitre 218 : La rancune du père Noël                                          |                   |                   |                  |                   |
| 23 | 18 novembre 2014  | 978-4-09-125370-5 | 4 avril 2018     | 978-2-82033-219-6 |
| Liste des chapitres : - Chapitre 219 : Cherchez bien ! - Chapitre 220 : Le vase porte-bonheur - Chapitre 221 : Elle me déteste ! - Chapitre 222 : Réception du journal - Chapitre 223 : Le masque sans souci - Chapitre 224 : L'auberge isolée - Chapitre 225 : Amusez-vous ! - Chapitre 226 : La gamelle sur la véranda - Chapitre 227 : Mon virement n'est toujours pas arrivé ! - Chapitre 228 : La chasse aux mauvais esprits de printemps                                              |                   |                   |                  |                   |
| 24 | 18 mars 2015      | 978-4-09-125680-5 | 16 août 2018     | 978-2-82033-265-3 |
| Liste des chapitres : - Chapitre 229 : La boule de vision maudite - Chapitre 230 : La clé pour lever une malédiction - Chapitre 231 : La petite boîte de magie blanche - Chapitre 232 : Le gardien de la place en 1993 - Chapitre 233 : La pousse de bambou arc-en-ciel - Chapitre 234 : La Lespedeza lunaire - Chapitre 235 : Entraînement à l'exorcisme et pique-nique - Chapitre 236 : Sakura VS Le renard noir - Chapitre 237 : La légende du casier - Chapitre 238 : L'ascenseur hanté |                   |                   |                  |                   |
| 25 | 17 avril 2015     | 978-4-09-125799-4 | 21 novembre 2018 | 978-2-82033-303-2 |
| Liste des chapitres : - Chapitre 239 : Mariée de juin - Chapitre 240 : Sous la boîte météo - Chapitre 241 : La bible légendaire - Chapitre 242 : La licence Gold - Chapitre 243 : Un moyen légitime - Chapitre 244 : Un combat sérieux - Chapitre 245 : Les bulletins de notes noirs - Chapitre 246 : Le fantôme qui attend - Chapitre 247 : Le canot pneumatique fantôme - Chapitre 248 : Le feu d'artifice mystère                                                                        |                   |                   |                  |                   |
| 26 | 17 juillet 2015   | 978-4-09-126186-1 | 2 mai 2019       | 978-2-82033-546-3 |
| Liste des chapitres : - Chapitre 249 : - Chapitre 250 : - Chapitre 251 : - Chapitre 252 : - Chapitre 253 : - Chapitre 254 : - Chapitre 255 : - Chapitre 256 : - Chapitre 257 : - Chapitre 258 : |                   |                   |                  |                   |
| 27 | 18 septembre 2015 | 978-4-09-126279-0 | 6 novembre 2019  | 978-2-82033-593-7 |
| Liste des chapitres : - Chapitre 259 : - Chapitre 260 : - Chapitre 261 : - Chapitre 262 : - Chapitre 263 : - Chapitre 264 : - Chapitre 265 : - Chapitre 266 : - Chapitre 267 : - Chapitre 268 : |                   |                   |                  |                   |
| 28 | 18 décembre 2015  | 978-4-0912-6539-5 | 19 août 2020     | 978-2-82033-804-4 |
| Liste des chapitres : - Chapitre 269 : - Chapitre 270 : - Chapitre 271 : - Chapitre 272 : - Chapitre 273 : - Chapitre 274 : - Chapitre 275 : - Chapitre 276 : - Chapitre 277 : - Chapitre 278 : |                   |                   |                  |                   |
| 29 | 18 mars 2016      | 978-4-0912-6818-1 | 6 janvier 2021   | 978-2-82033-856-3 |
| Liste des chapitres : - Chapitre 279 : - Chapitre 280 : - Chapitre 281 : - Chapitre 282 : - Chapitre 283 : - Chapitre 284 : - Chapitre 285 : - Chapitre 286 : - Chapitre 287 : - Chapitre 288 : |                   |                   |                  |                   |
| 30 | 18 avril 2016     | 978-4-09-127090-0 | 17 février 2021  | 978-2-82034-065-8 |
| Liste des chapitres : - Chapitre 289 : - Chapitre 290 : - Chapitre 291 : - Chapitre 292 : - Chapitre 293 : - Chapitre 294 : - Chapitre 295 : - Chapitre 296 : - Chapitre 297 : - Chapitre 298 : |                   |                   |                  |                   |

### Tomes 31 à 40
| no | Japonais          | Japonais          | Français         | Français          |
| no | Date de sortie    | ISBN              | Date de sortie   | ISBN              |
| --- | ----------------- | ----------------- | ---------------- | ----------------- |
| 31 | 15 juillet 2016   | 978-4-09-127315-4 | 26 mai 2021      | 978-2-82034-087-0 |
| Liste des chapitres : - Chapitre 299 : - Chapitre 300 : - Chapitre 301 : - Chapitre 302 : - Chapitre 303 : - Chapitre 304 : - Chapitre 305 : - Chapitre 306 : - Chapitre 307 : - Chapitre 308 : |                   |                   |                  |                   |
| 32 | 16 septembre 2016 | 978-4-09-127339-0 | 18 août 2021     | 978-2-82034-109-9 |
| Liste des chapitres : - Chapitre 309 : - Chapitre 310 : - Chapitre 311 : - Chapitre 312 : - Chapitre 313 : - Chapitre 314 : - Chapitre 315 : - Chapitre 316 : - Chapitre 317 : - Chapitre 318 : |                   |                   |                  |                   |
| 33 | 18 octobre 2016   | 978-4-09-127410-6 | 24 novembre 2021 | 978-2-82034-131-0 |
| Liste des chapitres : - Chapitre 319 : - Chapitre 320 : - Chapitre 321 : - Chapitre 322 : - Chapitre 323 : - Chapitre 324 : - Chapitre 325 : - Chapitre 326 : - Chapitre 327 : - Chapitre 328 : |                   |                   |                  |                   |
| 34 | 16 décembre 2016  | 978-4-09-127424-3 | 16 février 2022  | 978-2-82034-348-2 |
| Liste des chapitres : - Chapitre 329 : - Chapitre 330 : - Chapitre 331 : - Chapitre 332 : - Chapitre 333 : - Chapitre 334 : - Chapitre 335 : - Chapitre 336 : - Chapitre 337 : - Chapitre 338 : |                   |                   |                  |                   |
| 35 | 17 mars 2017      | 978-4-09-127507-3 | 18 mai 2022      | 978-2-82034-368-0 |
| Liste des chapitres : - Chapitre 339 : - Chapitre 340 : - Chapitre 341 : - Chapitre 342 : - Chapitre 343 : - Chapitre 344 : - Chapitre 345 : - Chapitre 346 : - Chapitre 347 : - Chapitre 348 : |                   |                   |                  |                   |
| 36 | 18 mai 2017       | 978-4-09-127566-0 | 17 août 2022     | 978-2-82034-384-0 |
| Liste des chapitres : - Chapitre 349 : - Chapitre 350 : - Chapitre 351 : - Chapitre 352 : - Chapitre 353 : - Chapitre 354 : - Chapitre 355 : - Chapitre 356 : - Chapitre 357 : - Chapitre 358 : |                   |                   |                  |                   |
| 37 | 18 juillet 2017   | 978-4-09-127666-7 |                  |                   |
| Liste des chapitres : - Chapitre 359 : - Chapitre 360 : - Chapitre 361 : - Chapitre 362 : - Chapitre 363 : - Chapitre 364 : - Chapitre 365 : - Chapitre 366 : - Chapitre 367 : - Chapitre 368 : |                   |                   |                  |                   |
| 38 | 15 septembre 2017 | 978-4-09-127685-8 |                  |                   |
| Liste des chapitres : - Chapitre 369 : - Chapitre 370 : - Chapitre 371 : - Chapitre 372 : - Chapitre 373 : - Chapitre 374 : - Chapitre 375 : - Chapitre 376 : - Chapitre 377 : - Chapitre 378 : |                   |                   |                  |                   |
| 39 | 17 novembre 2017  | 978-4-09-127865-4 |                  |                   |
| Liste des chapitres : - Chapitre 379 : - Chapitre 380 : - Chapitre 381 : - Chapitre 382 : - Chapitre 383 : - Chapitre 384 : - Chapitre 385 : - Chapitre 386 : - Chapitre 387 : - Chapitre 388 : |                   |                   |                  |                   |
| 40 | 18 janvier 2018   | 978-4-09-128074-9 |                  |                   |
| Liste des chapitres : - Chapitre 389 : - Chapitre 390 : - Chapitre 391 : - Chapitre 392 : - Chapitre 393 : - Chapitre 394 : - Chapitre 395 : - Chapitre 396 : - Chapitre 397 : - Chapitre 398 : |                   |                   |                  |                   |

### Édition japonaise
1. 1 2  (ja) « Tome 1 », sur shogakukan.co.jp.
2. 1 2  (ja) « Tome 2 », sur shogakukan.co.jp.
3. 1 2  (ja) « Tome 3 », sur shogakukan.co.jp.
4. 1 2  (ja) « Tome 4 », sur shogakukan.co.jp.
5. 1 2  (ja) « Tome 5 », sur shogakukan.co.jp.
6. 1 2  (ja) « Tome 6 », sur shogakukan.co.jp.
7. 1 2  (ja) « Tome 7 », sur shogakukan.co.jp.
8. 1 2  (ja) « Tome 8 », sur shogakukan.co.jp.
9. 1 2  (ja) « Tome 9 », sur shogakukan.co.jp.
10. 1 2  (ja) « Tome 10 », sur shogakukan.co.jp.
11. 1 2  (ja) « Tome 11 », sur shogakukan.co.jp.
12. 1 2  (ja) « Tome 12 », sur shogakukan.co.jp.
13. 1 2  (ja) « Tome 13 », sur shogakukan.co.jp.
14. 1 2  (ja) « Tome 14 », sur shogakukan.co.jp.
15. 1 2  (ja) « Tome 15 », sur shogakukan.co.jp.
16. 1 2  (ja) « Tome 16 », sur shogakukan.co.jp.
17. 1 2  (ja) « Tome 17 », sur shogakukan.co.jp.
18. 1 2  (ja) « Tome 18 », sur shogakukan.co.jp.
19. 1 2  (ja) « Tome 19 », sur shogakukan.co.jp.
20. 1 2  (ja) « Tome 20 », sur shogakukan.co.jp.
21. 1 2  (ja) « Tome 21 », sur shogakukan.co.jp.
22. 1 2  (ja) « Tome 22 », sur shogakukan.co.jp.
23. 1 2  (ja) « Tome 23 », sur shogakukan.co.jp.
24. 1 2  (ja) « Tome 24 », sur shogakukan.co.jp.
25. 1 2  (ja) « Tome 25 », sur shogakukan.co.jp.
26. 1 2  (ja) « Tome 26 », sur shogakukan.co.jp.
27. 1 2  (ja) « Tome 27 », sur shogakukan.co.jp.
28. 1 2  (ja) « Tome 28 », sur shogakukan.co.jp.
29. 1 2  (ja) « Tome 29 », sur shogakukan.co.jp.
30. 1 2  (ja) « Tome 30 », sur shogakukan.co.jp.
31. 1 2  (ja) « Tome 31 », sur shogakukan.co.jp.
32. 1 2  (ja) « Tome 32 », sur shogakukan.co.jp.
33. 1 2  (ja) « Tome 33 », sur shogakukan.co.jp.
34. 1 2  (ja) « Tome 34 », sur shogakukan.co.jp.
35. 1 2  (ja) « Tome 35 », sur shogakukan.co.jp.
36. 1 2  (ja) « Tome 36 », sur shogakukan.co.jp.
37. 1 2  (ja) « Tome 37 », sur shogakukan.co.jp.
38. 1 2  (ja) « Tome 38 », sur shogakukan.co.jp.
39. 1 2  (ja) « Tome 39 », sur shogakukan.co.jp.
40. 1 2  (ja) « Tome 40 », sur shogakukan.co.jp.

### Édition française
1. 1 2  (fr) « Tome 1 »(Archive.org • Wikiwix • Archive.is • Google • Que faire ?), sur manga.kaze.fr.
2. 1 2  (fr) « Tome 2 »(Archive.org • Wikiwix • Archive.is • Google • Que faire ?), sur manga.kaze.fr.
3. 1 2  (fr) « Tome 3 »(Archive.org • Wikiwix • Archive.is • Google • Que faire ?), sur manga.kaze.fr.
4. 1 2  (fr) « Tome 4 »(Archive.org • Wikiwix • Archive.is • Google • Que faire ?), sur manga.kaze.fr.
5. 1 2  (fr) « Tome 5 »(Archive.org • Wikiwix • Archive.is • Google • Que faire ?), sur manga.kaze.fr.
6. 1 2  (fr) « Tome 6 »(Archive.org • Wikiwix • Archive.is • Google • Que faire ?), sur manga.kaze.fr.
7. 1 2  (fr) « Tome 7 »(Archive.org • Wikiwix • Archive.is • Google • Que faire ?), sur manga.kaze.fr.
8. 1 2  (fr) « Tome 8 »(Archive.org • Wikiwix • Archive.is • Google • Que faire ?), sur manga.kaze.fr.
9. 1 2  (fr) « Tome 9 »(Archive.org • Wikiwix • Archive.is • Google • Que faire ?), sur manga.kaze.fr.
10. 1 2  (fr) « Tome 10 »(Archive.org • Wikiwix • Archive.is • Google • Que faire ?), sur manga.kaze.fr.
11. 1 2  (fr) « Tome 11 »(Archive.org • Wikiwix • Archive.is • Google • Que faire ?), sur manga.kaze.fr.
12. 1 2  (fr) « Tome 12 »(Archive.org • Wikiwix • Archive.is • Google • Que faire ?), sur manga.kaze.fr.
13. 1 2  (fr) « Tome 13 »(Archive.org • Wikiwix • Archive.is • Google • Que faire ?), sur manga.kaze.fr.
14. 1 2  (fr) « Tome 14 »(Archive.org • Wikiwix • Archive.is • Google • Que faire ?), sur manga.kaze.fr.
15. 1 2  (fr) « Tome 15 »(Archive.org • Wikiwix • Archive.is • Google • Que faire ?), sur manga.kaze.fr.
16. 1 2  (fr) « Tome 16 »(Archive.org • Wikiwix • Archive.is • Google • Que faire ?), sur manga.kaze.fr.
17. 1 2  (fr) « Tome 17 »(Archive.org • Wikiwix • Archive.is • Google • Que faire ?), sur manga.kaze.fr.
18. 1 2  (fr) « Tome 18 »(Archive.org • Wikiwix • Archive.is • Google • Que faire ?), sur manga.kaze.fr.
19. 1 2  (fr) « Tome 19 »(Archive.org • Wikiwix • Archive.is • Google • Que faire ?), sur manga.kaze.fr.
20. 1 2  (fr) « Tome 20 »(Archive.org • Wikiwix • Archive.is • Google • Que faire ?), sur manga.kaze.fr.
21. 1 2  (fr) « Tome 21 »(Archive.org • Wikiwix • Archive.is • Google • Que faire ?), sur manga.kaze.fr.
22. 1 2  (fr) « Tome 22 »(Archive.org • Wikiwix • Archive.is • Google • Que faire ?), sur manga.kaze.fr.
23. 1 2  (fr) « Tome 23 »(Archive.org • Wikiwix • Archive.is • Google • Que faire ?), sur manga.kaze.fr.
24. 1 2  (fr) « Tome 24 »(Archive.org • Wikiwix • Archive.is • Google • Que faire ?), sur manga.kaze.fr.
25. 1 2  (fr) « Tome 25 »(Archive.org • Wikiwix • Archive.is • Google • Que faire ?), sur manga.kaze.fr.
26. 1 2  (fr) « Tome 26 »(Archive.org • Wikiwix • Archive.is • Google • Que faire ?), sur manga.kaze.fr.
27. 1 2  (fr) « Tome 27 »(Archive.org • Wikiwix • Archive.is • Google • Que faire ?), sur manga.kaze.fr.
28. 1 2  (fr) « Tome 28 »(Archive.org • Wikiwix • Archive.is • Google • Que faire ?), sur manga.kaze.fr.
29. 1 2  (fr) « Tome 29 »(Archive.org • Wikiwix • Archive.is • Google • Que faire ?), sur manga.kaze.fr.
30. 1 2  (fr) « Tome 30 »(Archive.org • Wikiwix • Archive.is • Google • Que faire ?), sur manga.kaze.fr.
31. 1 2  (fr) « Tome 31 »(Archive.org • Wikiwix • Archive.is • Google • Que faire ?), sur manga.kaze.fr.
32. 1 2  (fr) « Tome 32 »(Archive.org • Wikiwix • Archive.is • Google • Que faire ?), sur manga.kaze.fr.
33. 1 2  (fr) « Tome 33 », sur manga-news.com.
34. 1 2  (fr) « Tome 34 », sur manga-news.com.
35. 1 2  (fr) « Tome 35 », sur manga-news.com.